# Henryho opakovačka
Henryho opakovačka zkráceně též Henryovka (orig. Henry rifle) je jedna z raných opakovacích pušek, vyvinutá v roce 1860 americkým puškařem Benjaminem Henrym.
Henryovka představovala výrazné vylepšení průkopnických typů opakovaček Volition a Volcanic, nicméně byla složitá a drahá a dočkala se jen omezené výroby a rozšíření. V originální podobě disponovala šestnáctiranným zásobníkem.
V roce 1866 byla na jejím základě vyvinuta praktičtější winchestrovka, která ji rychle z trhu vytlačila. Henryovka ale zůstává v povědomí lidí díky spisovateli Karlu Mayovi coby zbraň Old Shatterhanda a též jako zbraň, která pomohla indiánům vyhrát bitvu u Little Big Hornu.